# Björn Bjurling
Björn Bjurling (* 21. August 1979 in Stockholm) ist ein ehemaliger schwedischer Eishockeytorwart.

## Karriere
Bjurling begann seine Karriere mit acht Jahren beim HC Kista in den Nachwuchsmannschaften. Es folgten insgesamt neun Jahre bei der Jugend des AIK Stockholm. Sein erstes Profiengagement hatte er beim Bodens IK, dem er insgesamt vier Jahre lang treu blieb, wobei er in seinem letzten Jahr auch die ersten Spiele für Djurgårdens IF in der höchsten schwedischen Spielklasse, der Elitserien, bestritt. Zunächst war er als Backup für Joaquin Gage im Einsatz, zum Ende der Saison 2002/03 machte er jedoch mit konstant guten Leistungen auf sich aufmerksam. Als Gage zu den Kassel Huskies in die Deutsche Eishockey Liga wechselte, übernahm er schließlich dessen Position. In der Saison 2004/05 konnte der Club bedingt durch den Lockout in der National Hockey League die beiden Torhüter José Theodore und Marty Turco verpflichten, sodass Bjurling nur noch wenig Eiszeit erhielt. 
Aus diesem Grund entschied er sich für einen Neustart und wechselte nach Österreich zum EC Red Bull Salzburg, wo er jedoch nicht überzeugen konnte und daher vorzeitig entlassen wurde. Bjurling unterschrieb daraufhin einen Vertrag beim Schweizer Club HC Servette Genève, wo er jedoch verletzungsbedingt nur wenige Spiele bestritt. Im Jahr darauf zog er weiter nach Norwegen zum Vålerenga IF. Zu Beginn der Saison hätte ein Unfall jedoch beinahe seine Karriere beendet, als am 5. September 2006 ein Puck nach einem Schlagschuss seine Maske durchschlug und ihm eine ernsthafte Augenverletzung bescherte. Bjurling erholte sich jedoch schnell und konnte mit dem Team den Meistertitel erringen. 
Im Jahr darauf kehrte er schließlich in seine Heimat Schweden zurück und unterzeichnete einen Vertrag beim Södertälje SK. Dort war er zunächst als Backup für Jhonas Enroth vorgesehen, jedoch konnte er diesem seine Position mit guten Leistungen streitig machen. Enroth wechselte im Sommer 2009 nach Nordamerika, und Bjurling war anschließend die Nummer eins des Clubs. Zur Saison 2010/11 wechselte er innerhalb der Elitserien zu Brynäs IF, wo er bis November 2010 spielte. Für die restliche Spielzeit wurde er an dessen Ligarivalen, seinen Heimatverein AIK Solna, verliehen, bei dem er am Saisonende seine Karriere beendete.

## Erfolge und Auszeichnungen
- 2007 Norwegischer Meister mit Vålerenga Ishockey
- 2007 Beste Fangquote der norwegischen GET-ligaen

## Karrierestatistik

### Hauptrunde
| Saison  | Team                 | Liga          | GP | W | L  | T | MIP  | GA  | GAA  | SVS  | SVS%  | SO | G | A | PIM |
| ------- | -------------------- | ------------- | -- | - | -- | - | ---- | --- | ---- | ---- | ----- | -- | - | - | --- |
| 1996/97 | AIK                  | J20 Superelit | 23 | – | –  | – | –    | –   | –    | –    | –     | –  | – | – | –   |
| 1997/98 | AIK                  | Division 1    | –  | – | –  | – | –    | –   | –    | –    | –     | –  | – | – | –   |
| 1998/99 | Almtuna IS           | Division 1    | 34 | – | –  | – | –    | –   | 4.87 | –    | –     | –  | – | – | –   |
| 1999/00 | Bodens IK            | Allsvenskan   | 12 | – | –  | – | 709  | 27  | 2.28 | 275  | 91.06 | 1  | 0 | 0 | 6   |
| 2000/01 | Bodens IK            | Allsvenskan   | 22 | – | –  | – | 1314 | 57  | 2.60 | 540  | 90.45 | 0  | 0 | 0 | 8   |
| 2000/01 | Bodens IK            | Allsvenskan   | 10 | – | –  | – | 600  | 23  | 2.30 | 227  | 90.80 | 0  | 0 | 0 | 0   |
| 2001/02 | Bodens IK            | Allsvenskan   | 43 | – | –  | – | 2568 | 128 | 2.99 | 1161 | 90.07 | 2  | 0 | 0 | 6   |
| 2002/03 | Djurgårdens IF       | Elitserien    | 15 | – | –  | – | 571  | 21  | 2.21 | 242  | 92.02 | 2  | 0 | 0 | 2   |
| 2002/03 | Bodens IK            | Allsvenskan   | 3  | – | –  | – | 179  | 7   | 2.35 | 81   | 92.05 | 1  | 0 | 0 | 0   |
| 2003/04 | Djurgårdens IF       | Elitserien    | 45 | – | –  | – | 2602 | 100 | 2.31 | 1202 | 92.32 | 4  | 0 | 0 | 0   |
| 2004/05 | Djurgårdens IF       | Elitserien    | 24 | – | –  | – | 1441 | 61  | 2.54 | 643  | 91.34 | 1  | 0 | 0 | 2   |
| 2005/06 | EC Red Bull Salzburg | ÖEHL          | 23 | 6 | 12 | 4 | 1363 | 78  | 3.43 | 585  | 88.24 | 1  | 0 | 0 | 4   |
| 2005/06 | HC Servette Genève   | NL A          | 7  | 2 | 2  | 2 | 430  | 24  | 3.35 | –    | –     | 1  | 0 | 0 | 0   |
| 2006/07 | Vålerenga Ishockey   | GET-ligaen    | 35 | – | –  | – | 2027 | 69  | 2.04 | 854  | 92.52 | 5  | 0 | 0 | 4   |
| 2007/08 | Södertälje SK        | Elitserien    | 30 | – | –  | – | 1752 | 70  | 2.40 | 898  | 92.77 | 2  | 0 | 2 | 2   |
| 2008/09 | Södertälje SK        | Elitserien    | 36 | – | –  | – | 2168 | 110 | 3.04 | 1102 | 90.92 | 0  | 0 | 0 | 6   |
| 2009/10 | Södertälje SK        | Elitserien    | 36 | – | –  | – | 1998 | 107 | 3.21 | 833  | 88.62 | 0  | 0 | 0 | 0   |
| 2010/11 | Brynäs IF            | Elitserien    | 4  | – | –  | – | 240  | 15  | 3.75 | 88   | 85.44 | 0  | 0 | 0 | 0   |
| 2010/11 | AIK Solna            | Elitserien    | 10 | – | –  | – | 479  | 27  | 3.38 | 207  | 88.46 | 0  | 0 | 0 | 0   |

### Play-offs
| Saison  | Team               | Liga                   | GP | W | L | T | MIP | GA | GAA  | SVS | SVS%  | SO | G | A | PIM |
| ------- | ------------------ | ---------------------- | -- | - | - | - | --- | -- | ---- | --- | ----- | -- | - | - | --- |
| 1999/00 | Bodens IK          | Allsvenskan            | 14 | – | – | – | 820 | 37 | 2.71 | 313 | 89.43 | 0  | 0 | 0 | 0   |
| 2000/01 | Bodens IK          | Playoff till kval Elit | 6  | – | – | – | 398 | 16 | 2.41 | 174 | 91.58 | 1  | 0 | 0 | 0   |
| 2001/02 | Bodens IK          | Kval till Elit         | 9  | – | – | – | 509 | 36 | 4.24 | 235 | 86.72 | 0  | 0 | 0 | 0   |
| 2003/04 | Djurgårdens IF     | Elitserien             | 2  | – | – | – | 100 | 15 | 9.00 | 47  | 75.81 | 0  | 0 | 0 | 0   |
| 2006/07 | Vålerenga Ishockey | GET-ligaen             | 15 | – | – | – | 907 | 32 | 2.12 | 334 | 91.26 | 1  | 0 | 0 | 0   |
| 2008/09 | Södertälje SK      | Elitserien             | 2  | – | – | – | 105 | 6  | 3.43 | 39  | 86.67 | 0  | 0 | 0 | 0   |

(Legende zur Torhüterstatistik: GP oder Sp = Spiele insgesamt; W oder S = Siege; L oder N = Niederlagen; T oder U oder OT = Unentschieden oder Overtime- bzw. Shootout-Niederlage; Min. = Minuten; SOG oder SaT = Schüsse aufs Tor; GA oder GT = Gegentore; SO = Shutouts; GAA oder GTS = Gegentorschnitt; Sv% oder SVS% = Fangquote; EN = Empty Net Goal; 1 Play-downs/Relegation; Kursiv: Statistik nicht vollständig)